# Vissefjärda landsfiskalsdistrikt
Vissefjärda landsfiskalsdistrikt var 1919–1951 ett landsfiskalsdistrikt i Kalmar län, bildat den 1 februari 1919, ett år och en månad efter Sveriges indelning i landsfiskalsdistrikt trädde i kraft den 1 januari 1918, enligt beslut den 7 september 1917. Anledningen till att detta landsfiskalsdistrikt inte bildades den 1 januari 1918 fanns i beslut från den 17 januari 1919. När Sveriges nya indelning i landsfiskalsdistrikt trädde i kraft den 1 januari 1952 (enligt kungörelsen 1 juni 1951) upplöstes distriktet och dess område delades mellan landsfiskalsdistrikten Nybro, Torsås och Vassmolösa.
Landsfiskalsdistriktet låg under länsstyrelsen i Kalmar län.

## Ingående områden
Den 1 januari 1930 utbröts Emmaboda köping ur Vissefjärda landskommun. När Sveriges nya indelning i landsfiskalsdistrikt trädde i kraft den 1 oktober 1941 (enligt kungörelsen den 28 juni 1941) tillfördes Karlslunda landskommun från det upplösta Karlslunda landsfiskalsdistrikt.

### Från 1919
Södra Möre härad:
- Gullabo landskommun
- Vissefjärda landskommun

### Från 1930
Södra Möre härad:
- Emmaboda köping
- Gullabo landskommun
- Vissefjärda landskommun

### Från 1 oktober 1941
Södra Möre härad:
- Emmaboda köping
- Gullabo landskommun
- Karlslunda landskommun
- Vissefjärda landskommun